# Fimleikafélag Hafnarfjarðar
Fimleikafélag Hafnarfjarðar (FH) je islandský fotbalový klub sídlící ve městě Hafnarfjörður. Byl založen v roce 1929, hřištěm klubu je stadion s názvem Kaplakriki s kapacitou 3 000 diváků. Klubové barvy jsou černá a bílá.
Celkem 8× se stal mistrem islandské nejvyšší ligy, v sezónách 2004, 2005, 2006, 2008, 2009, 2012, 2015, 2016.